# أولاد احساين الشرقية (الكدية البيضاء)
أولاد احساين الشرقية هي إحدى مشيخات المملكة المغربية، تتبع جغرافيا لإقليم تارودانت وإداريًا لالكدية البيضاء. يقدر عدد سكانها بـ 3701 نسمة حسب الإحصاء الرسمي للسكان والسكنى لسنة 2004.